# Chrysopa altaiensis
Chrysopa altaiensis is een insect uit de familie van de gaasvliegen (Chrysopidae), die tot de orde netvleugeligen (Neuroptera) behoort. 
Chrysopa altaiensis is voor het eerst wetenschappelijk beschreven door Hölzel in 1980.